# 靴南·佩雷斯
埃尔南·阿塞尼奥·佩雷斯·冈萨雷斯 (西班牙語：Hernán Arsenio Pérez González，1989年2月25—）是巴拉圭的職業足球運動員，司職翼鋒，目前效力西甲球队西班牙人。

## 榮譽
奥林匹亚科斯
- 希臘足球超級聯賽: 2013–14

## 外部連結
- BDFutbol profile （页面存档备份，存于）
- 靴南·佩雷斯在 National-Football-Teams.com 上的出场纪录
- Hernán Pérez – FIFA國際賽競賽紀錄 (存檔)
- UEFA.com stats （页面存档备份，存于）
- Soccerway profile （页面存档备份，存于）